# Olof Wallin
Olof Wallin (ur. 22 stycznia 1913 w Helsinkach, zm. 26 września 1971) – fiński żeglarz, olimpijczyk.
W regatach rozegranych podczas Letnich Igrzysk Olimpijskich 1936 wystąpił w klasie 8 metrów zajmując 5 pozycję. Załogę jachtu Sheerio tworzyli również Gunnar Grönblom, Sven Grönblom, Walter Kjellberg, Hilding Silander i Oscar Sumelius.